# Zizi Jeanmaire
Zizi Jeanmaire, egentligen Renée Jeanmaire, född 29 april 1924 i Paris, Frankrike, död 17 juli 2020 i Tolochenaz i Vaud i Schweiz, var en fransk ballerina och skådespelerska.
Hon började dansa balett när hon var nio år. Med tiden blev hon prima ballerina vid Les Ballets de Champs-Élysées och gifte sig 1954 med dess ledare, Roland Petit (de hade lärt känna varandra redan som nioåringar på balettskolan).
Hon blev känd i början på 1950-talet då hon hade huvudrollen i baletten Carmen i London. Hon hade en kortvarig karriär i amerikanska och franska musikfilmer.

## Filmografi i urval
- H C Andersen (1952)
- Anything Goes (1956)
- Folies-Bergère (1956)
- Guinguette (1958)